# RPG-7に関連する作品の一覧

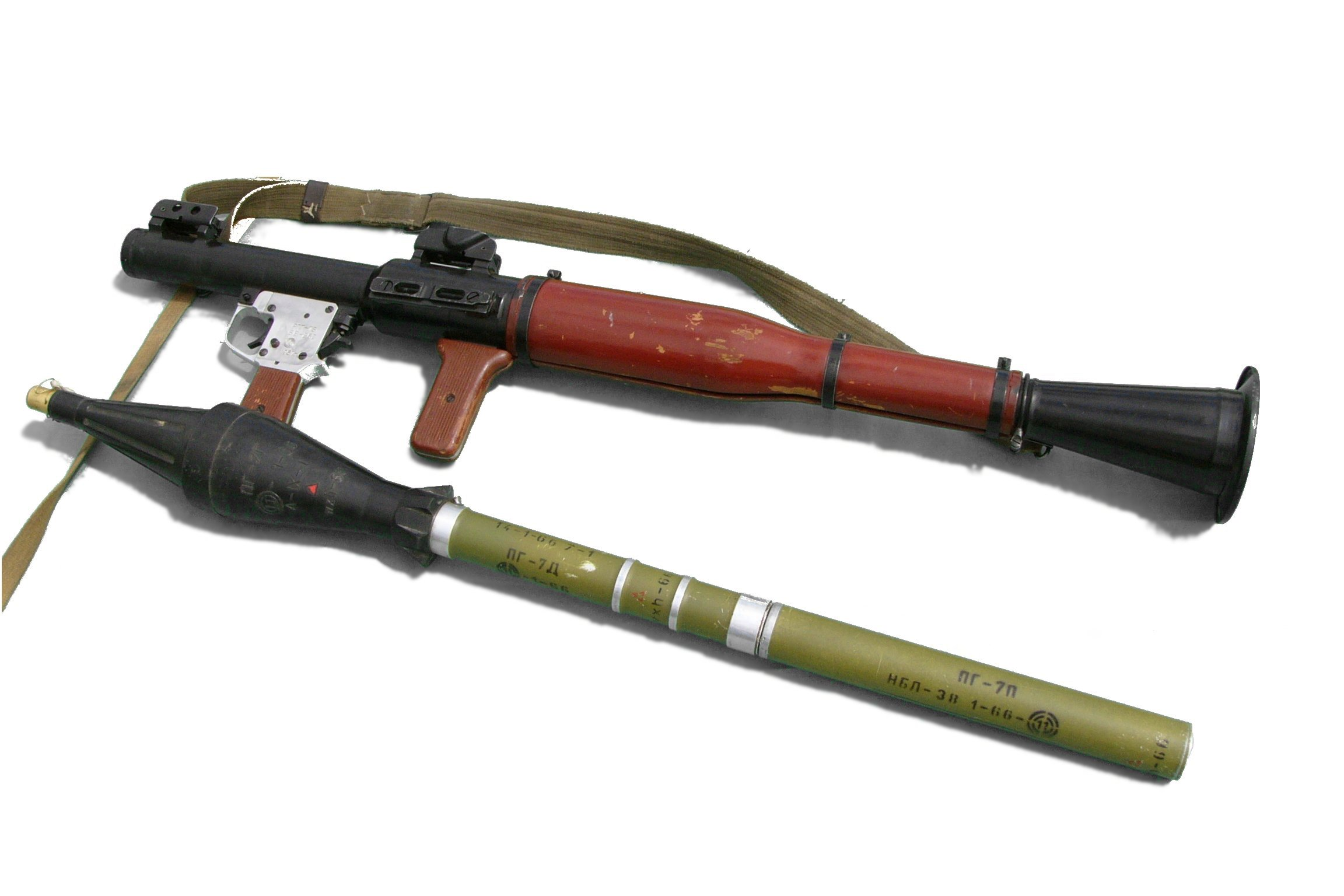
RPG-7

RPG-7が登場する作品の一覧（RPG-7がとうじょうするさくひんのいちらん）は、ロシアで開発された対戦車ロケット擲弾発射器、RPG-7とその中国製コピーである69式ロケットランチャーが登場する各種メディア作品を解説する。

## 映画
『007シリーズ』
『007 リビング・デイライツ』
後半のアフガニスタンソ連空軍基地での戦闘で、基地に攻撃を仕掛けたカムラン・シャー率いるムジャヒディンの1人が所持しており、馬上から発射する。
『007 ゴールデンアイ』
アバンタイトルのソ連のアーカンゲル（アルハンゲリスク）にて、ソ連軍が管理する化学兵器工場を警備するソ連兵の一部が69式を装備。

『RED/レッド』
フランクの武器庫に保管されているほか、CIAエージェントが69式を使用。マーヴィン・ボッグスと1対1で向かい合って近距離で発射するが、マーヴィンに弾頭の先端を狙撃され、爆風でCIAエージェントがのみが死亡する。
『アメリカン・スナイパー』
民兵がアメリカ軍の車列に使用するが命中しなかった。その後も別の民兵がアメリカ軍に使用しようとするが、クリス・カイルに狙撃され、未使用に終わる。その後、仲間の子供が拾うが、結局撃たずにその場に捨てる（クリス・カイルも撃とうとするが、最後まで撃つなと祈っていた）。
『暗殺教室』
実写映画にてイリーナ・イェラビッチ（演：知英）が使用。
『エクスペンダブルズ3 ワールドミッション』
前半のモガディシュの港の戦闘で、武器商人のミンズことコンラッド・ストーンバンクスと取引をしていた武装集団の1人が所持。主人公のバーニー・ロス率いるエクスペンダブルズとの銃撃戦で撃とうとするが被弾して倒される。それをストーンバンクスの護衛部隊のリーダーであるクリュッグが拾って撃つが、間一髪でバーニーに避けられ、近くのコンテナに着弾する。後半のアズメニスタンの戦闘では、ストーンバンクスに買収されたアズメニスタン軍の中の1部隊が、エクスペンダブルズへの攻撃に使用。
『エンド・オブ・ホワイトハウス』
ホワイトハウスを襲撃した北朝鮮のテロリストが北庭に侵入したあとにゲートを破壊するのに使用。その後、主人公が対空砲を破壊する際にテロリストから奪って使用する。
『グリーン・ゾーン』
アル=ラーウィー将軍の部下が彼の命を受け使用。将軍自らが囮となってアメリカ陸軍のブリッグス少佐率いる特殊部隊の移動手段兼上空からの監視を行っていたUH-60 ブラックホークのうち1機を市場の上空へおびき寄せてから、部下が発射して撃墜する。
『ザ・ウォーカー』
後半のジョージとマーサの家での戦闘で、カーネギー一味のNo.2であるレッドリッジが最初の切り札として光学照準器付きの69式を使用。部下達に銃撃を中止するよう命じてから発射し、家の壁の一角を吹き飛ばして近くにいたマーサを殺害する。
『宣戦布告』
日本国内に侵入した某国特殊部隊がSATに対して1発使用し、SAT隊員2名を死亡させる。
『ダークナイト』
ジョーカーが中国製の69式を使用。ハーヴィー・デントを乗せた護送車の前を走っていたパトカーを破壊した他、護送車の盾になって飛び出してきたバットモービルも破壊する。
『ターミネーターシリーズ』
『ターミネーター3』
サラ・コナーが残した棺桶の中に収納されていた武器の1つとして69式が登場する。墓地でT-850がT-Xに向けて片手で発射し、同じく発射直前だったT-Xの右腕にあるプラズマ砲を破壊する。
『ターミネーター4』
ブレア・ウィリアムズが敵と見なされたマーカス・ライトを逃がそうとした際、バーンズが2人目がけて発射する。

『ダイ・ハード/ラスト・デイ』
前半のモスクワにて、チャガーリンの手下が主人公のジョン・マクレーンが乗るトラックとのカーチェイス時にクーガーHE装甲車のハッチから身を乗り出して発射する。これに対しマクレーンはとっさに急ハンドルを切って回避には成功するものの、トラックはバランスを崩して横転してしまう。
『バイオハザードV リトリビューション』
モスクワエリアでの戦闘とカーチェイスにおいてプラーガアンデッドの一部が使用。なお、初使用時にはルーサー・ウェストがこれに気付き、「RPG!」（吹き替え版では「ロケットだ！」）と叫んでいる。
『バック・トゥ・ザ・フューチャー』
1985年にリビアの過激派が、プルトニウムを騙し取ったドクを銃撃後、デロリアンで逃走したマーティーをデロリアンごと仕留めるべく69式を取り出すが、撃つより先にデロリアンが1955年にタイムトラベルして失敗する。
『ブラックホーク・ダウン』
米軍と交戦していたソマリア民兵が使用。米軍のMH-60L ブラックホークを2機撃墜する他、地上部隊への攻撃にも使う。信管の耐衝撃精度が高すぎると発射時の衝撃で起爆する恐れがあるために精度を下げてあること、硬い装甲を破るために先端が鋭く設定されていることから、作中に見られるようにハンヴィーの装甲を貫いて搭乗者の人体にキャッチされて爆発しない可能性は充分あり、そのロケット弾頭によって効果が左右される点が見どころであるとの評価もある。
『ホワイトハウス・ダウン』
テロリストたちがホワイトハウスの屋上からアメリカ陸軍のM1エイブラムスに向けて射撃を行い、1両を撃破する。
また、大統領専用車の後部武器庫からM4カービン風のストックとフォアグリップ、スコープを取り付け、銀色に塗装されたものを大統領が取り出し、そのまま車から身を乗りだして射撃を行い、ホワイトハウスの正門を吹き飛ばす。
『ランボー/怒りの脱出』
コー・バオが、主人公、ジョン・ランボーとの移動手段として話を付けたベトナムの河川海賊の船に積まれていた武器の1つ。オリジナルの開発国であるソ連製らしく、弾頭にはロシア語での表記がある（海賊の船もソ連製の中古品である）。彼らを裏切ってベトナム人民海軍の哨戒艇へ引き渡そうとした海賊一味をランボー達が返り討ちにした後、銃声からそれを察して機銃掃射を行った哨戒艇を攻撃するのにランボーが使用。哨戒艇を爆炎で包み、艇長と機銃手を爆死させる。
『ランボー3/怒りのアフガン』
主人公、ジョン・ランボーがソ連軍の要塞から脱出する際、味方のアフガンゲリラが持ってきたものを使用。要塞出入り口から出ようとしていた敵のトラックを破壊し、出入り口を塞ぐ。実物が入手不可能なためか、撮影用プロップが使用されている。このため、ロケットの発射速度は実際よりもかなり遅いスピードで直進していることが確認できる。

『ローン・サバイバー』
ターリバーンが使用。SEALsを攻撃するほか、救援に駆け付けたCH-47F チヌークを1機撃墜する。
『ワンス・アンド・フォーエバー』
北ベトナム軍が、米軍への攻撃に使用。北ベトナム軍の陣地にも多数配備されているのが確認できる。

## テレビドラマ
『海猿 UMIZARU EVOLUTION』
劇中、太平洋側から日本領海内に侵入した不審船に積まれている武器として名前のみ登場。主人公の仙崎大輔が乗る巡視船「ながれ」を含む、出動した海上保安庁の巡視船各船に対しては「RPG-7の有効射程距離は500mなので、不審船の半径500m以内には接近してはいけない」との指示が出される。劇中で本ランチャーが火を噴くことは無く、自動小銃による銃撃が「ながれ」に行われるくらいだが、最終的には「ながれ」からの20mm機関砲による砲撃によって不審船やその乗員共々太平洋に沈む。
『エンジェル・ハート』
ドラマ内においてファルコン（演：ブラザートム）が使用。武器庫にもある他、バズーカと一緒に担いでいたり実際に発射もしていた。

## アニメ
『CAT SHIT ONE -THE ANIMATED SERIES-』
69式をテロリストが使用。後に鹵獲したものをパッキーが使用。
『亜人』
佐藤率いる亜人のテロリストが、陸上自衛隊の駐屯地を襲撃した際に所持。
『キューティクル探偵因幡』
OPに登場。
『攻殻機動隊 STAND ALONE COMPLEX』
第13話「≠テロリスト NOT EQUAL」にてテロ組織「興国の旅団」が使用。ティルトローターにむけて1発発射するが、公安9課のサイトーによって弾頭を狙撃され、爆発する。
『こちら葛飾区亀有公園前派出所』
銀行強盗が使用。両津勘吉のM551シェリダンの粘着弾で使用不能になる。
『シティーハンターシリーズ』
『シティーハンター2』オープニングで海坊主が発砲している他、本編内でも使用。また、99年のスペシャルでも警官隊に扮した武装集団が攻撃目的で使用。
『瀬戸の花嫁』
新章第壱話にて天王山が使用。満潮永澄を撃破する。
『とある魔術の禁書目録II』
木原一族の木原数多が、神の右席の前方のヴェントに対して使用。魔術を使用するヴェントに対しては効果はなかった。
『魔法少女まどか☆マギカ』
暁美ほむらが第11話にて使用する。
『リーンの翼』
発射された弾頭にロケット推進剤の入ったチューブと安定翼が装着されていない描写のミスがある。
『ルパン三世 お宝返却大作戦!!』
敵組織の幹部であるミーシャがヘリコプターの機上からルパン一味が乗る車に向けて発射し、次元大介がS&W M19で迎撃し破壊するが、破片でタイヤをパンクさせる。
『名探偵コナン 紺青の拳』
海賊たちが街を破壊するために使用する。
『名探偵コナン 黒鉄の魚影』
赤井秀一が黒ずくめの組織の潜水艦に対して発射する。

## 漫画
『HELLSING』
セラスが所持している。
『気分はもう戦争』
69式を中国人民解放軍が使用。
『不死の猟犬』
リンが使用。
『第2次朝鮮戦争 ユギオII』
佐藤三佐が北朝鮮軍歩兵から奪ったもので敵戦車（実は味方の韓国軍戦車）を攻撃するシーンがある。本人によると「対戦車兵器の最高傑作」。
『太陽の黙示録』
海峡同盟の公文讃が、追跡してきた希望の会のヘリコプターに向けて走行中の高機動車の助手席から発射し、これを撃墜している。
『独立戦車隊』
プロローグ「TANKS」のチェチェン紛争のシーンに登場し、T-80に向けて発射される。
『とどのつまり…』
主人公がRPG7で、特警（トランプ）の戦闘ヘリを撃墜する。
『ドンケツ』
主人公の沢田政寿は、敵対する組の事務所をRPG7で破壊したことから、「ロケマサ」の通称で呼ばれている。
『ヨルムンガンド』
PGO-7光学照準器付きのものをウゴが使用し、海賊の司令艇を吹っ飛ばす。

## 小説
『戦争の犬たち』
ユーゴスラビア製。映画版ではM72 LAWを使用。
『這いよれ! ニャル子さん』
2巻にて使用。「この世のものならぬ理解を絶する意匠に刻み抜かれたRPG-7」。
『国家転覆 199Xクーデター計画』
クーデター部隊の装備として登場。主人公が武器横流しの証拠隠滅のため責任者ごと武器庫を破壊することにも使用。
『交戦規則ROE』（黒崎視音）
北朝鮮工作員らが「7号発射管」の名称で所持。警察の特型警備車や自衛隊の87式偵察警戒車、89式装甲戦闘車に対して使用する。
『ゴルゴタ』（深見真）
プロローグにて北朝鮮の工作員が使用するが、古馬二等陸尉の狙撃で射手の工作員が殺され、あらぬ方向へと誤発射される。
『征途』
ヴェトナム戦争に派遣された海上自衛隊河川舟艇隊のPBR（河川舟艇）に対し、ヴェトコンが使用する。
『ルーントルーパーズ 自衛隊漂流戦記』
10巻で「ロシア人中佐」が使用。

## ゲーム
RPG-7が、コンピュータゲームの特に戦争を題材としたFPSゲームに登場することは珍しくなく、プレイヤーの間ではロケットランチャーとRPGが同義語と捉えられている場合がある。
『Alliance of Valiant Arms』
主に対戦車用として使用するが、対人でも使用可能。主に護衛ミッションで、両軍取得可能。
『America's Army』
アメリカ陸軍の公式ゲーム。
『ArmA: Armed Assault』
弾頭はPG-7VとPG-7VRが登場。
『ARMA 2』
弾頭はPG-7V・PG-7VL・PG-7VR・OG-7(HE)が用意されている。

『Far Cryシリーズ』
『Far Cry 2』『Far Cry 3』『Far Cry 4』
上記の3作品に登場。『Far Cry 2』では耐久度があり、使用し続けるとジャムを起こしたり、暴発したりする。

『MASSIVE ACTION GAME』
セイバーの対戦車兵器として「RPG-7VI」の名称で登場。誘導能力を持つ「RPG-7VG」も登場する。
『S.T.A.L.K.E.R. SHADOW OF CHERNOBYL』
ゲーム中最高の破壊力を持つ。
『WarRock』
重火器兵用ショップ武器。
『悪魔城ドラキュラ 蒼月の十字架』
ボスラッシュモードの景品。
『アンチャーテッドシリーズ』
シリーズ全4作で登場しており、手持ち武器の中で最強の威力を有する。だが、持てる弾数が少なく（最大3発）、入手回数も少ない。特定の敵はこれを使わないと倒せないほか、特定イベントを進めるためにも必要になる。オンラインでは『UC2』と『UC3』の協力モードでも登場し、『UC3』の対戦モードではメダルキックバック発動により入手できる。
『エースコンバットシリーズ』
『エースコンバットX』『エースコンバットX2』『エースコンバット3D』に登場。護衛目標や自機を攻撃する敵戦力として登場する。しかし、RPGでありながら戦闘機をロックオンし、誘導ミサイルを発射してくるなど実際のものとは大きく異なる。
『エースコンバットAH』では主にヘリミッションに登場。ミサイル警報が鳴るほか、弾頭を機関砲やミニガンで撃墜できるようになっている。
『オンゲキ』
キャラクター逢坂 茜がシュータードレス時に4丁使用。キャラクターの属性に合わせて赤い弾頭になっている。
『怪盗ロワイヤル-zero-』
「ロケットランチャー」の名称で登場。
『グランド・セフト・オートシリーズ』
『GTAIII』と『GTA:VCS』を除く全作品で絶大な威力を持つ重火器として登場（前記の2作ではM72 LAWがそのポジションに付いている）。
『コール オブ デューティシリーズ』
『CoD4』
ロシア超国家主義派が所持。キャンペーン、マルチプレイの両方で使用可能。
『CoD:MW2』
超国家主義派・ブラジル民兵・ロシア軍が所持。キャンペーン、スペシャルオプス、マルチプレイで使用可能。
『CoD:MW3』
超国家主義派・民兵が使用。キャンペーン、スペシャルオプス、マルチプレイでも使用可能。
『CoD:BO』
北ベトナム軍・ベトコン・スペツナズが所持。キャンペーン、マルチプレイで使用可能。
『CoD:BO2』
キャンペーンにRPG-7が登場するほか、マルチプレイモードに近代化改修されたRPGが登場する。
『CoD:AW』
通常プレイでは登場せず、マルチプレイの一部マップに隠してある。
『CoD:MW』
『CoD:BOCW』
『CoD:MWII』

『ターミネーター4』
ジョン・コナーがターミネーターやハンターキラーを攻撃するのに使用。劇中で登場する武器の中では、最大の破壊力を有する。
『大乱闘スマッシュブラザーズシリーズ』
スネークがスマッシュ攻撃に使用。
『中華スター』
ゲーム中の名称は「RL-7」。クレイジーの王道チュウ・チャンが箕省市で乱射。
『ネットゲーム95 鋼鉄の虹 〜Die Eisenglorie〜』
1938年にケルンテン公国の企業ERIS社が開発し、同年ケルンテン陸軍に「シグリア・ファウスト」として制式採用されたRPG-7改良型の（運搬ハンドルや横風修正付き固定サイトのみ装備と、仕様は69式に近い）携帯火器が登場する。弾頭性能は時代背景からRPG-2相当に貫通力（150-250mm）を落としてあるが、ゲーム中のあらゆるAFVや量産型イェーガー（人型機動兵器）を撃破可能。ゲーム中の兵器開発ルールでプレイヤーが開発したため、1937年を舞台にするTRPG版『鋼鉄の虹 パンツァーメルヒェンRPG』には登場しない。
『バイオハザードシリーズ』
『バイオハザード4』
ゲーム中の呼称は「ロケットランチャー」。実物とは異なり、装填されたロケット弾を撃った後に再装填を行わない、事実上の使い捨てロケットランチャーである。また、特殊弾頭（ゲーム中のみの設定で実物は存在しない）を用いるものも登場。主人公レオン・S・ケネディとロス・イルミナドス教団の邪教徒が使用。また、ムービー内では戦闘員がマイクの駆るUH-1を撃墜しているが、実際には存在しない地対空ミサイルを発射したような描写がある。
『バイオハザード5』
『バイオハザード4』に引き続き登場。本作では主人公クリス・レッドフィールドが属するB.S.A.A.の装備品として正式採用された物である他、敵の武装兵マジニも使用。
『バイオハザード リベレーションズ』
『バイオハザード5』に引き続き登場。キャンペーンモードでは最強の威力を有する。
『バイオハザード6』
『リベレーションズ』に引き続き登場するが、シナリオモードではレオン編の終盤にて、エイダ・ウォンがレオンやヘレナ・ハーパーのために用意した2基の本ランチャーをモンスターシモンズとの戦闘で使用するぐらいしか出番がない。一方、マーセナリーズではエクストラコスチュームのクリスが使用する。
『バイオハザード リベレーションズ2』
『バイオハザード6』に引き続き登場。バリー編エピソード4の最後で、アレックスにある程度ダメージを与えるとクレアパート時のみ登場し使えるようになる。弾数は無限。特定の条件を満たせば、その他のエピソードでも使用出来るようになる。

『バトルフィールドシリーズ』
『BFV』
北ベトナム軍でスコープ付きのものを使用可能。
『BF2』
PC版では拡張パックの『スペシャルフォース』で使用可能。
『BF2MC』
MEC戦闘工兵でスコープ付きのV型を使用可能。
『BFBC』
ロシア軍工兵の装備としてスコープ付きのものが登場する。
『BFBC2』
工兵の装備としてPGO-7 スコープ付きのものが登場する。
『BF3』
ロシア側の工兵専用武器としてV2が登場。
『BF4』
工兵専用武器としてV2が登場。威力は高いが弾道が不安定になってる。
『BFH』
マルチプレイでマップに配置してある。

『フォートナイト』
「ロケットランチャー」という名称で宝箱及び救援物資から出現。
『ホーンテッドミュージアム』
航空機ステージで戦車部隊およびAH-64 アパッチなどのヘリコプターや飛行機に対して用いられる。
『マーセナリーズ』
中国軍や北朝鮮反乱軍が使用するロケットランチャーとして69式が登場する。弾道が不安定で、外れることが多い。
『マーセナリーズ2 ワールド イン フレームス』
「RPG」の名称で登場し、ベネズエラ軍（ソラーノ軍）、P.L.A.V、ユニバーサル石油の傭兵部隊、海賊が使用する。

『メダル・オブ・オナーシリーズ』
『メダル・オブ・オナー』
ターリバーンの兵士が使用。
『メダル・オブ・オナー ウォーファイター』
ASG、ISI、ソマリア海賊などが使用。
『メタルギアシリーズ』
『MGS3』『MPO』『MGSPW』『MGS4』
上記4作品に登場。『MGS3』と『MPO』では劇中唯一の対戦車兵器として登場。一方、『MGSPW』や『MGS4』ではより高性能なドラゴンやジャベリンといった対戦車兵器も登場するので、劇中での扱いは悪い。

『メタルスラッグ』
2号戦車：ジイ・コッカを撃破後、乗組員が使用。